# Artyleria batalionowa
Artyleria batalionowa – artyleria wchodząca organicznie w skład batalionów piechoty (piechoty zmotoryzowanej), przeznaczona głównie do bezpośredniego wsparcia własnej piechoty i własnych czołgów oraz zwalczania czołgów przeciwnika. W skład artylerii batalionowej wchodzą (wchodziły):  armaty, działa bezodrzutowe, działa przeciwpancerne,  przeciwpancerne pociski kierowane, moździerze.
Współcześnie (2016) w Siłach Zbrojnych RP artyleria batalionowa zlokalizowana jest w  kompanii wsparcia.

## Zarys historii istnienia artylerii batalionowej
W Wojsku Polskim tak współczesnym jak z historycznego kontekstu wynika, że najniższym ogniwem występowania artylerii w oddziałach wojskowych II Rzeczypospolitej, Polskich Sił Zbrojnych jak i Wojsku Polskim na Wschodzie była artyleria batalionowa. 

### A. w WP 1939
W skład artylerii batalionowej, batalionu piechoty, w pełni rozwiniętego pułku piechoty zmobilizowanego w 1939, walczącego w kampanii wrześniowej artylerię batalionową stanowił. Pluton moździerzy 81 mm, pododdział ten wchodził w skład kompanii karabinów maszynowych i broni towarzyszących (etat mobilizacyjny nr 12). Plutony moździerzy składały się z: dowódcy plutonu i zastępcy dowódcy plutonu, pocztu dowódcy, 2 działonów (każdy z moździerzem kal. 81 mm wz. 1928 lub wz.1931, ewentualnie wz.1918 oraz 8 żołnierzy z 1 koniem pociągowym i biedką). Łącznie 1 oficer i 19 szeregowych. Pluton moździerzy, stanowiący artylerię batalionową był to pododdział o dość dużym zasięgu i sile ognia, dzięki któremu dowódca batalionu mógł rozwiązywać - co prawda w ograniczonej skali, lecz samodzielnie - własne „problemy ognia”, bez pomocy wyższego szczebla. 
Artylerią batalionową dysponowały samodzielne bataliony WP (po mobilizacji):
- bataliony karabinów maszynowych i broni towarzyszących liczył trzy plutony moździerzy, w trzech organicznych kompaniach km i br. tow. Łącznie 6 moździerzy oraz pluton przeciwpancerny z 2 armatami przeciwpancernymi kal. 37 mm wz.1936[4].
- forteczne bataliony karabinów maszynowych, zależnie od wielkości odcinka i ilości i jakości stałych obiektów fortecznych: 
  - I batalion karabinów maszynowych typ specjalny posiadał 8 moździerzy wz.1928 i 7 armat ppanc.37 mm wz. 1936 i wz. 1937
  - II batalion karabinów maszynowych typ specjalny posiadał 10 moździerzy wz.1928 i 13 armat ppanc. 37 mm wz.1936 i wz. 1937
  - III batalion karabinów maszynowych typ specjalny posiadał  8 moździerzy wz.1928 i 10 armat ppanc.37 mm wz.1936 i wz.1937
  - 1 batalion karabinów maszynowych „Mikołów” posiadał 8 moździerzy i 4 armaty ppanc. 37 mm wz.1936, 6 armat 75 mm wz. 1897 i wz.1902
  - 6 kompania karabinów maszynowych typ specjalny 11 pułku piechoty (zamaskowana nazwa batalionu fortecznego nr V/11 pp) posiadał 1 armatę ppanc. 37 mm wz.1936 i 2 armaty ppanc. 37 mm wz.1938[5][6][7] .
  - batalion karabinów maszynowych KOP „Osowiec” 2 plutony artylerii tradytorowej nie mniej niż 4 armaty 76,2 mm wz.1902
  - batalion specjalny nr XI (batalion forteczny KOP „Sarny”) nie mniej niż 7 armat 76,2 mm wz.1902, 10 armat ppanc.37 mm wz.1936, 10 moździerzy 81 mm wz.1918[8]
  - batalion specjalny nr XII (batalion forteczny KOP „Małyńsk”) nie mniej niż 4 armaty ppanc.37 mm wz.1936 oraz moździerz 81 mm i armaty ppanc. wz.1936 (ilość nieznana).
- bataliony strzelców posiadały: w plutonie moździerzy kompanii km i br. tow. każdy po 2 moździerze 81 mm wz.1928 lub wz.1931 w plutonie przeciwpancernym 2 armaty 37 mm wz.1936, za wyjątkiem 1 batalionu strzelców, który posiadał kompanie przeciwpancerną z 6 armatami ppanc. 37 mm wz.1936 oraz za wyjątkiem 2 i 3 batalionów strzelców, które posiadały dodatkowo plutony artylerii piechoty z 2 armatami 75 mm wz.1902/26.
- bataliony piechoty typ specjalny (numerowane śląskie, pomorskie oraz morskie - powstały przez zmobilizowanie do etatów i organizacji wojennej z batalionów ON typ II i typ III) każdy posiadał dwa moździerze kal. 81 mm wz.1928 w plutonach moździerzy, kompanii km i br. tow.
- bataliony Obrony Narodowej w zależności od typu organizacji otrzymały namiastkę artylerii batalionowej:
  - bataliony ON typu S „Żnin” i „Koronowo” posiadały pluton moździerzy (broni towarzyszącej) z 2 moździerzami wz.1928,
  - bataliony ON typu IV: działon moździerza, podporządkowany bezpośrednio dowódcy batalionu, z 1 moździerzem wz.1928[9]
  - nieliczne bataliony ON typu IV otrzymały pojedyncze działony lub wyjątkowo pluton z 2 armatami ppanc. 37 mm wz.1936.

### B. W oddziałach WP utworzonych na obczyźnie
Oddziały piechoty (bataliony) formowane na obczyźnie posiadały organizację, etat i uzbrojenie armii, przy których były formowane - francuskiej, brytyjskiej i sowieckiej/radzieckiej.

#### 1. W WP we Francji 1939-1940
W skład artylerii batalionowej pułku: piechoty, grenadierów, strzelców pieszych oraz obu półbrygad strzelców podhalańskich wchodziły:
- w składzie kompanii km i br. tow.
- pluton broni towarzyszących z 2 moździerzami 81 mm z 2 armatami przeciwpancernymi 25 mm

- w składzie każdej z 3 kompanii: grenadierów, strzelców, piechoty wchodził:
- pluton dowodzenia w jego składzie, drużyna moździerza z jednym moździerzem 60 mm[10][11].

#### 2. W PSZ 1940-1947
W skład artylerii batalionowej polskich oddziałów piechoty w Wielkiej Brytanii, Afryce Północnej, Bliskim Wschodzie oraz we Włoszech i w Europie Północno-Zachodniej wchodziły znajdujące się:
- w składzie batalionu strzelców, piechoty, grenadierów:
- w latach 1940-1943 w kompanii dowodzenia: pluton moździerzy z 6 moździerzami 3" (76,2 mm) i pluton przeciwpancerny z 6 armatami 2-funtowymi (40 mm),
- w latach 1944-1947 w kompanii wsparcia: pluton moździerzy z 6 moździerzami 3" (76,2 mm) i pluton przeciwpancerny z 6 armatami 6-funtowymi (57 mm).

- w składzie (dywizyjnego) batalionu ckm:
- kompania ciężkich moździerzy 16 moździerzy 4,2" (106,7 mm)[12][13].

- w składzie 2 batalionu komandosów zmotoryzowanych (etat zbliżony do brytyjskiego batalionu motorowego) 2 Brygady Pancernej:
- kompania wsparcia w składzie: trzech plutonów przeciwpancernych każdy z 4 armatami 6-funtowymi (57 mm) i pluton moździerzy z 6 moździerzami 3" (76,2 mm). Łącznie 12 armat ppanc. i 6 moździerzy[14].

- w składzie batalionu strzelców spadochronowych 1 Samodzielnej Brygady Spadochronowej:
- kompania dowodzenia, z plutonem moździerzy, który posiadał 4 moździerze 3" (76,2 mm)[15].

#### 3. W WP na Wschodzie
W skład artylerii batalionowej polskich oddziałów w składzie: 1 DP im. T. Kościuszki, I Korpusu Polskiego, 1 i 2 Armii WP, na terenie ZSRR i terenach Polski:
- w składzie batalionu piechoty/strzeleckiego:
- kompania moździerzy: 9 moździerzy 82 mm,
- pluton przeciwpancerny: 2 armaty  przeciwpancerne 45 mm.

- w składzie każdej z 3 kompanii strzeleckich batalionu znajdował się:

- pluton moździerzy z 2 moździerzami 50 mm (w późniejszym czasie uzbrojenie wycofano na skutek małej skuteczności ognia)[16].

- w składzie (dywizyjnego) batalionu szkolnego była:
- kompania moździerzy z plutonem moździerzy 50 mm w ilości 4 sztuk, z plutonem moździerzy 82 mm w ilości 4 sztuk[17].

- w składzie batalionu piechoty zmotoryzowanej (fizylierów) brygady pancernej znajdowały się:
- kompania moździerzy z 6 moździerzami 82 mm,
- bateria artylerii przeciwpancernej z 4 armatami przeciwpancernymi 57 mm lub 76,2 mm[18].

### C. W armiach państw alianckich
W najważniejszych amiach państw alianckich istniała artyleria szczebla batalionu piechoty lub piechoty specjalistycznej (górskiej, zmotoryzowanej, szybowcowej, piechoty morskiej, spadochronowej).

#### 1. Armia Stanów Zjednoczonych
Na szczeblu batalionu piechoty dywizji piechoty US Army było:
- w kompanii sztabowej: 3 armaty 57 mm,
- w kompanii broni ciężkiej: 6 moździerzy 81 mm
- w 3 kompaniach piechoty w każdym z trzech plutonów: 1 moździerz/granatnik 60 mm.

Na szczeblu batalionu piechoty zmotoryzowanej dywizji pancernej US Army było:
- w każdej z 3 kompanii piechoty zmotoryzowanej znajdował się pluton dział pancernych w składzie 3 dział 57 mm na podwoziu opancerzonego pojazdu.

Na szczeblu batalionu czołgów dywizji pancernej istniały:
- w kompania sztabowa: 3 działa pancerne 75 mm oraz pluton moździerz z 3 moździerzami 81 mm
- kompania dział pancernych z 6 działami pancernymi 105 mm[19].

### D. W armii III Rzeszy niemieckiej
Istniała artyleria batalionowa w batalionach piechoty, batalionach rozpoznawczych, batalionach fizylierów, batalionach piechoty zmotoryzowanej/grenadierów pancernych, batalionach strzelców spadochronowych, batalionach strzelców górskich, batalionach grenadierów. W różnych okresach, w każdym z tych batalionów artyleria batalionowa występowała w nieco innej postaci, ewoluowała i zmieniał się jej sprzęt, wykorzystywano sprzęt z własnych fabryk zbrojeniowych jako standardowy oraz liczny sprzęt zdobyczny, w zależności od frontu na którym walczył dany batalion. Ponadto różniły się ze względu na pochodzenie formacji (Wehrmacht, Waffen-SS, Luftwaffe). Podano poniżej przykładowe:
W batalionie piechoty dywizji piechoty I fali w 1939 występowała artyleria batalionowa:
- w kompanii ckm występowało 6 moździerzy 81 mm.

W batalionie piechoty zmotoryzowanej i batalionie motocyklistów dywizji pancernej lat 1940-1941 występowała:
- kompania ckm 6 moździerzy 81 mm,
- kompania broni ciężkiej z 3 armatami ppanc. 37 mm, 2 armatami piechoty 75 mm.

W batalionie piechoty/grenadierów oraz batalion fizylierów dywizji piechoty/grenadierów wz..1944 występowała:
- w kompania broni ciężkiej z 4 moździerzami 120 mm i 6 moździerzami 81 mm[20].

### E. W WP lat 1946-1960
Artyleria batalionowa występująca w pierwszych 15 latach po zakończeniu II wojny światowej nie została zasadniczo zmieniona. Ewolucji podlegała trakcja, która z konnej stała się sukcesywnie zmotoryzowaną. Pozostały niemal te same typy uzbrojenia na wyposażeniu artylerii batalionowej. Wyjątek stanowią jedynie armaty ppanc. 45 mm, wymienione na 57 mm lub 76,2 mm.